# Steregushchiy (lớp tàu corvette)
Lớp Steregushchiy (tiếng Nga: Стерегущий, n.đ. 'Guarding'), là một lớp tàu hộ tống của Hải quân Nga, ký hiệu Project 20380. Tàu được thiết kế tại Cục thiết kế hàng hải trung ương Almaz, chế tạo dựa trên lớp tàu Project 20381, với sự bổ sung hệ thống phòng không Zaslon-Redut. Lớp tàu 20381 đã được thay đổi, theo đó thiết kế mới lớn hơn và do đó được NATO xếp vào loại tàu hộ tống theo NATO. Tàu lớp Steregushchiy sau đó tiếp tục được nâng cấp và phát triển thành  Lớp Gremyashchiy (Project 20385) và Project 20386. Phiên bản xuất khẩu của nó là Project 20382 Tigr.

## Lịch sử
Tàu hộ tống Steregushchiy là một lớp tàu đa năng, thiết kế để thay thế cho lớp tàu Grisha. Tàu có thể được triển khai trong các chiến dịch cận duyên hải, tác chiến chống ngầm và chống tàu mặt nước, tác chiến đổ bộ.☃Loạt đầu tiên gồm bốn chiếc được đóng tại ☃ Severnaya Ve,in St. Petersburg. Loạt thứ hai sẽ được đóng tại Komsomolsk-on-Amur. Tàu đầu tiên trong loạt thứ hai được đặt tên là Sovershennyy.
Hải quân Nga dự kiến sẽ đóng ít nhất 30 tàu để trang bị cho cả bốn hạm đội.
Theo Jane's Naval Forces News, tàu đầu tiên được đưa vào biên chế ngày 14 tháng Mười một năm 2007.
Loạt đóng bổ sung 8 tàu project 20380 (và thêm 2 tàu thuộc project 20385) được ký kết vào tháng Tám năm 2020. Một số tàu sẽ được đóng tại nhà máy đóng tàu Amur để trang bị cho Hạm đội Thái Bình Dương, trong khi những tàu còn lại sẽ được đóng tại nhà máy đóng tàu Severnaya Verf. Tháng Mười hai năm 2020, có thông tin cho rằng nhà máy đóng tàu Amur sẽ đóng sáu con tàu mới cho Hạm đội Thái Bình Dương gồm 2 chiếc Project 20380 và 4 chiếc Project 20385 với kế hoạch đưa vào hoạt động giữa năm 2024 và 2028. Việc đóng mới được bắt đầu vào năm 2021.

## Thiết kế
Lớp tàu hộ tống Steregushchiy có vỏ thép và vật liệu composite. Tàu được trang bị tám tên lửa SS-N-25. Tàu có thiết kế tàng hình, cùng với hệ thống máy tính mới.
Tàu đầu tiên được trang bị hệ thống phòng thủ tầm gần Kashtan CIWS nhưng sau đó đã được thay thế bởi ống phóng tên lửa phòng không tầm trung 9M96E của hệ thống Redut trên các con tàu đóng sau đó. Hệ thống tên lửa SS-N-27 (Kalibr) được trang bị trên phiên bản Project 20385. Vũ khí chống ngầm của tàu là bốn ống phóng Paket-NK.
Phiên bản xuất khẩu Project 20382 Tigr được trang bị tám tên lửa chống tàu siêu âm SS-N-26 (P-800 Oniks) hoặc mười sáu tên lửa chống tàu cận âm SS-N-25 'Switchblade' (Kh-35E Uran). Nó cũng có ống phóng kép mang ngư lôi hạng nặng 533 mm thay cho Paket-NK. Pháo hạm A-190E 100 mm lần đầu tiên được sử dụng trên tàu lớp Talwars được điều khiển bằng hệ thống 5P-10E có khả năng bám theo bốn mục tiêu đồng thời. Phòng không tầm cực gần có hệ thống Kashtan CIWS và tám ống phóng tên lửa SA-N-10 'Grouse' (9K38 Igla) SAM.
Kể từ tàu Aldar Tsydenzhapov, các tàu được đóng mới sẽ được nâng cấp cảm biến bao gồm radar Zaslon, mới được lắp lần đầu trên tàu Project 20385 Gremyashchiy.

## Xuất khẩu
Năm 2007 Hải quân Indonesia đã đặt hàng bốn tàu hộ tống Stereguschiy để thay thế cho các tàu hộ tống cũ  lớp Fatahillah mà nước này mua của Hà Lan. Tuy nhiên thỏa thuận có vẻ chỉ là tin đồn và năm 2011 Indonesia đã ký hợp đồng mua hai tàu hộ tống lớp Ada từ Thổ Nhĩ Kỳ.
Hải quân Algeria là khách hàng đầu tiên của tàu Project 20382 Tigr. Tháng Bảy năm 2011, hợp đồng đã được ký kết tại Triển lãm Hải quân lần thứ Năm diễn ra tại St. Petersburg, theo đó Hải quân Algeria đặt mua hai tàu. Giá thành mỗi tàu là từ 120 đến 150 triệu đô la. Một chiếc đã được chuyển giao cho Hải quân nước này vào năm 2014 và một chiếc vào năm 2015.